# Alina Wróbel
Alina Zofia Wróbel – polska inżynier, doktor habilitowany nauk technicznych.

## Życiorys
W 1979 r. ukończyła studia geodezji w Akademii Górniczo-Hutniczej im. St. Staszica w Krakowie, w 1988 r. obroniła pracę doktorską, w 2011 r. habilitowała się na podstawie pracy zatytułowanej Termografia w pomiarach inwentaryzacyjnych obiektów budowlanych. 
Pracowała w Akademii Górniczo-Hutniczej im. Stanisława Staszica w Krakowie.